# Матулевич, Иван Осипович
Ива́н О́сипович Матуле́вич (Матуля́вичус) (24 июня 1895 — 19 июня 1961) — советский деятель органов юстиции, один из организаторов и исполнителей сталинских репрессий, заместитель председателя Военной коллегии Верховного Суда СССР (1948—1954), генерал-лейтенант юстиции.

## Биография
Родился в литовской рабочей семье.
Окончил три класса городского училища, с юных лет трудился на заводах простым рабочим.
С 1918 года комиссар ВЧК в Москве, инструктор, заместитель начальника политотдела 7-й стрелковой дивизии. С 1920 года на судебной и следственной работе: военный следователь военного трибунала 13-й армии, член военного трибунала 6-й армии Херсонского военного округа, заместитель председателя военного трибунала 51-й дивизии Туркестанского фронта, председатель военного трибунала 32-й стрелковой дивизии, 19-го стрелкового корпуса.
С 1928 года член Военной коллегии Верховного Суда СССР. С марта 1933 года заместитель председателя Военной коллегии Верховного Суда СССР В. В. Ульриха.
С ноября 1940 года — председатель военного трибунала Харьковского военного округа. С июня 1941 года председатель военного трибунала 18-й армии Южного фронта. С августа 1941 года председатель военного трибунала Южного, Северо-Кавказского и Закавказского фронтов. Однако в сентябре 1945 года вновь становится членом Военной коллегии Верховного Суда СССР, а в 1948—1954 годах — заместителем председателя Военной коллегии Верховного Суда СССР.

### Участие в массовых репрессиях
Матулевич принимал активное участие в массовых репрессиях. В 1936—1938 годах он входил во все судебные составы на знаменитых Московских показательных процессах.
Председательствовал на выездных коллегиях Верховного Суда в Ленинграде, приговоривших поэта Бориса Корнилова и астрофизика Матвея Бронштейна к расстрелам.
29—30 сентября 1950 года генерал-лейтенант юстиции И. О. Матулевич — председатель на происходившем в ленинградском Доме офицеров процессе по так называемому «Ленинградскому делу». В октябре 1950 года председательствовал на проходившем в Москве процессу по «Делу ЗИС», на котором группа инженеров ЗИСа была приговорена к смертной казни по необоснованным обвинениям.
5 апреля 1952 года был издан приказ Председателя ВС СССР № 007 «О порядке рассмотрения дел с высшей мерой наказания». Для рассмотрения таких дел был создан специальный отдел по особо важным делам. Такие дела могли рассматривать только руководители коллегии, в том числе Матулевич. На рассмотрение отводилось несколько дней.

### Награды
- два ордена Ленина (20.08.1937 — за успешную работу по укреплению революционной законности и охране интересов государства, …)
- два ордена Красного Знамени
- орден Отечественной войны 1-й степени
- орден Красной Звезды

### Звания
- Корвоенюрист (1936);[1]
- Генерал-майор юстиции (1943);[2][3]
- Генерал-лейтенант юстиции (лишён в 1955).

### Разжалование
Летом 1955 года КПК ЦК КПСС проверила работу Военной коллегии ВС СССР. Матулевич объяснялся на заседании КПК при участии высших руководителей юстиции. Ему припомнили и ускоренное судопроизводство, и составление заранее приговоров, и фабрикование приговоров. Матулевич признался в своей вине.
В 1954 году выведен в резерв Главного управления кадров Министерства обороны СССР, а в августе 1955 года исключён из КПСС и лишён воинского звания «генерал-лейтенант юстиции» за нарушения законности. С января 1956 года он консультант, а с октября 1957 года старший консультант судебной коллегии по уголовным делам Верховного Суда СССР.
Умер в 1961 году. Урна с прахом захоронена в колумбарии нового Донского кладбища в Москве.